# Rocky Ridge
Rocky Ridge – wieś w Stanach Zjednoczonych, w stanie Ohio, w hrabstwie Ottawa.